# Corma
Corma is een geslacht van vlinders van de familie bloeddrupjes (Zygaenidae), uit de onderfamilie Chalcosiinae.

## Soorten
- C. fragilis (Walker, 1862)
- C. maculata Hampson, 1892
- C. tamosi Lemée, 1950
- C. zelica (Doubleday, 1897)
- C. zenotia (Doubleday, 1847)